# Estraperlo Club del Ritme
Estraperlo Club del Ritme és una sala de concerts especialitzada en música hardcore, punk, rock, metall i ska, situada al polígon industrial de Badalona Nord. La seva programació musical es basa tant en grups nacionals com internacionals a més de bandes novells, a més d'organitzar regularment sessions de ball amb discjòquei i música alternativa. L'espai disposa de dues sales superposades, la planta baixa amb capacitat per a 450 persones i la superior per unes 200. Pel seu escenari han passat grups com Gigatron, Pixen Machine, Anti Flag, Dr. Calypso, la NY Ska Jazz Ensemble, Jello Biafra, o Eddie & The Hot Rods. Fou fundada el 13 de desembre de 2008 i el mateix dia, però de l'any 2021 decidí transformar-se a club de clubs, oferint l'espai també a altres clubs perquè programin nits especialitzades, que anirien d'estils musicals com la música dels 90 fins a gèneres com la música africana o el techno. El director de la sala és David Peret i aquesta està autogestionada, al més pur estil "do it yourself", seguint els suggeriments del públic que fins i tot va arribar a demanar i aconseguir que es rebaixés l'alçada de l'escenari per poder saltar del qual amb garanties.